# Mađer
Mađer (cyr. Мађер) – wieś w Serbii, w okręgu zlatiborskim, w gminie Požega. W 2011 roku liczyła 106 mieszkańców.